# Lisa Foiles
Lisa Renee Foiles, född 29 september 1986 i Portland i Oregon, är en amerikansk skådespelerska och journalist för TV-spel. Hon var med i serien All that 2002–2005. Hon har även varit med i ett avsnitt av Malcolm - Ett geni i familjen.